# Alexis François Joseph Dauchy
Alexis François Joseph Dauchy est un homme politique français né à une date inconnue et mort le 5 janvier 1816 à Paris.

## Biographie
Il est élu député du Nord au Conseil des Cinq-Cents le 26 vendémiaire an IV et y siège jusqu'à l'an VIII. Il y prit la parole principalement dans les questions d'affaires, donna son opinion sur le jugement des prises, proposa d'assujettir les fabricants et débitants de tabac à une simple patente, et combattit, dans la séance du 27 nivôse an VII [16 janvier 1799], le projet relatif aux traitements des juges.
Son opinion sur le jugement des prises n'est pas étonnant, ayant lui-même fait armé un corsaire par Louis Michaud, Maire de Calais. Ce corsaire l'Aventure, commandé par Marie-Étienne Peltier, a été capturé par les Anglais le 19 décembre 1796 au large de Barfleur, après 17 jours de navigation. 
Dauchy a également armé : la Ruine d'Angleterre, l'Épervier, le Flibustier, la Décidée, entre l'an III et l'an VIII.

## Sources
- « Alexis François Joseph Dauchy », dans Adolphe Robert et Gaston Cougny, Dictionnaire des parlementaires français, Edgar Bourloton, 1889-1891 [détail de l’édition]
- Tugdual de Langlais, Marie-Etienne Peltier, Capitaine corsaire de la République, Éd. Coiffard, 2017, 240 p.  (ISBN 9782919339471).